# Methylacidiphilum fumariolicum
Methylacidiphilum fumariolicum (teilweise auch Methylacidiphilum fumarolicum geschrieben) ist eine Art (Spezies) extremophiler autotropher Bakterien, die in vulkanischen Schlammtümpeln mit hohen Temperaturen und niedrigem pH-Wert in der Nähe des Vesuvs bei Neapel entdeckt und erstmals 2007 beschrieben wurde.
Die Spezies gedeiht bei Temperaturen zwischen 50 °C und 60 °C in saurem Milieu (pH-Wert von 2 bis 5).
Das Bakterium kann Methangas (CH4) anaerob oxidieren.
Die Stämme nutzen Ammonium (NH4+), Nitrat (NO3− bzw. Salpetersäure HNO3) oder Luftstickstoff (N2) als Stickstoffquelle und assimilieren Kohlendioxid (CO2).
Aufgrund seiner Lanthanid-abhängigen Methanol-Dehydrogenase (MDH, eine Alkoholdehydrogenase der Klasse I) ist sein Wachstum strikt vom Vorhandensein von Seltenerdmetallen abhängig.
Es sind keine biologischen Wechselbeziehungen (wie Symbiosen oder Vergesellschaftungen) zwischen M. fumariolicum und anderen Organismen bekannt, was wahrscheinlich auf die extreme Umgebung zurückzuführen ist, die das Bakterium für sein Wachstum benötigt.

## Beschreibung

### Genom
Das Genom von M. fumariolicum hat eine Größe von 2,36 Mbp (Mega-Basenpaaren) bei einem GC-Gehalt von 40,9 % und 2.283 Protein-kodierenden Genen.

### Metabolismus

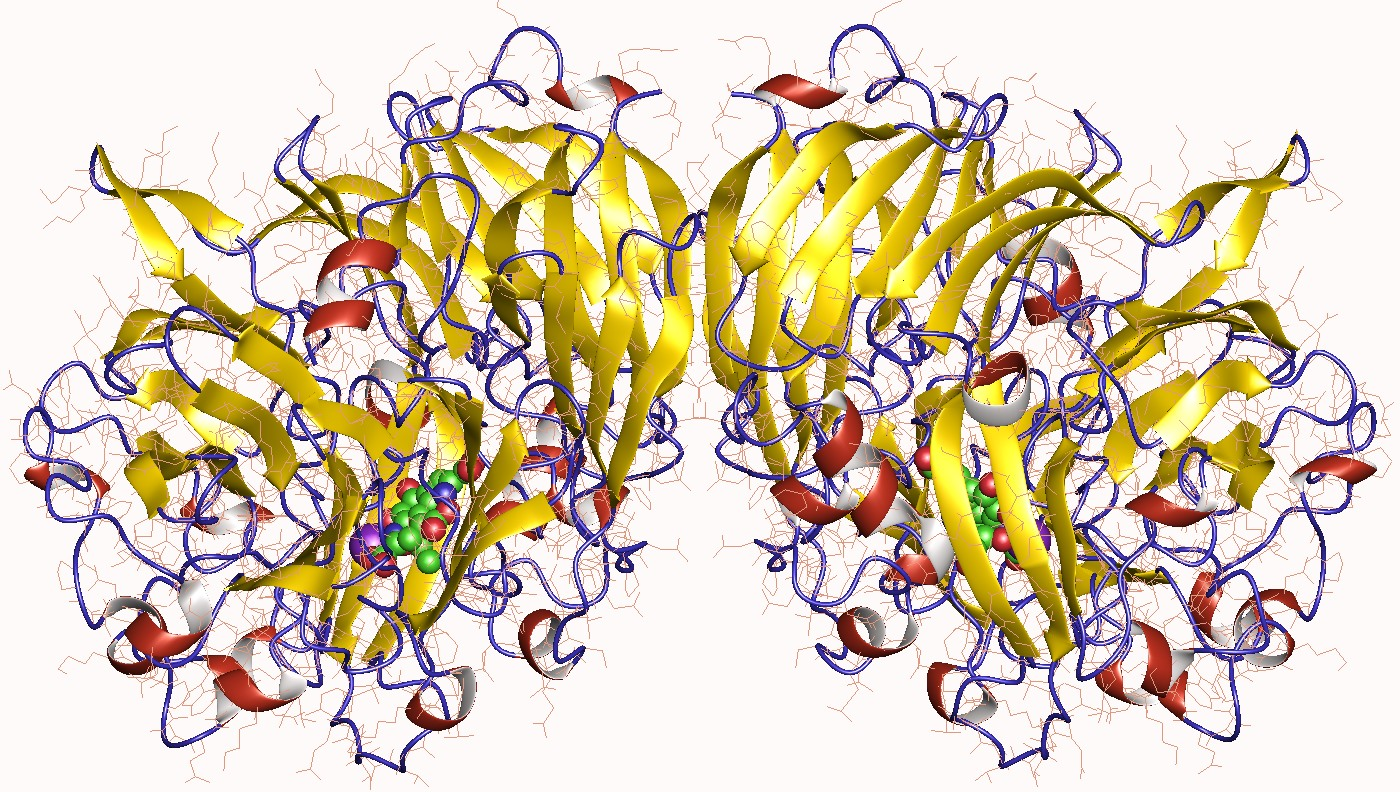
Methanol-Dehydrogenase (MDH) von M. fumariolicum. Homodimer mit 2× PQQ (Grün+rot) und 2× Ce (violett).

Die Fixierung von Kohlendioxid (CO2) und Nutzung als Kohlenstoffquelle wird über den Calvin-Zyklus bewerkstelligt.
CO2-Konzentrationen von unter 0,3 % (v/v) beeinträchtigen in jedem Fall das Wachstum von M. fumariolicum.
Zur Fixierung von Kohlendioxid verwendet das Bakterium Ammoniumnitrat (NH4+NO3−) oder Luftstickstoff (N2) als primäre Quelle für Protonen und Elektronen.
M. fumariolicum ist sauerstoffempfindlicher als die meisten methanotrophen Pseudomonadota (früher Proteobacteria genannt).
Dies ist wahrscheinlich darauf zurückzuführen, dass es bei der Stickstofffixierung Nitrogenase verwendet, die bekanntermaßen sauerstoffempfindlich ist.
Die Energie für die CO2-Fixierung wird durch die anaerobe Oxidation von Methan (CH4) zu Methanol (CH3OH) gewonnen. Weitere Energie wird mittels eines Enzyms Methanol-Dehydrogenase (MDH) gewonnen, das auf Seltenerdmetalle (englisch rare earth elements, REEs) als Cofaktoren angewiesen ist.
Im Allgemeinen wird dabei Lanthan als Cofaktor verwendet, dieses kann aber ohne negative Auswirkungen durch andere Lanthanoide (auch Lanthanide) ersetzt werden. Beispiele dafür sind Cer (siehe Abb.), Praseodym oder Neodym. Samarium, Europium oder Gadolinium verlangsamen jedoch die Wachstumsgeschwindigkeit der Bakterien.
Die ersten Enzyme aus der Gruppe der Methanol-Dehydrogenasen wurde 1964 aus Methylobacterium extorquens isoliert.
Diese gut untersuchten Vertreter der Oxidoreduktasen enthalten ein Calcium-Ion (sog. MxaF-Typ) und befinden sich im Periplasma der Bakterien.
Als Jahn et al. im Jahr 2014 M. fumariolicum SolV aus dem Wasser und Schlamm von Solfataren bei Neapel untersuchten, wurde der abweichende Typ (sog. XoxF-Typ) seiner RRE-abhängigen Methanol-Dehydrogenase offenbar, als die Autoren erstmals ein Kristall dieses Enzyms erhielten.
Die methanotrophen Mikroorganismen leben zwar gewöhnlich von der Oxidation von Methan (CH4) zu Kohlendioxid (CO2). Ammoniak (NH3) ist dem Methan strukturell jedoch sehr ähnlich, so dass Methanotrophe auch Ammoniak mitverstoffwechseln können.
Bei der Co-Metabolisierung von Ammoniak durch Methanotrophe entsteht zunächst Hydroxylamin, das andere wichtige Stoffwechselprozesse hemmt und bei Anreicherung in der Zelle zum Zelltod führt. Daher müssen Methanotrophe das Hydroxylamin so schnell wie möglich wieder loswerden. Für diese Mikroben ist daher ein Enzym, das Hydroxylamin umwandelt, eine lebenswichtige Notwendigkeit.
Bei M. fumariolicum SolV konnte eine Hydroxylamin-Oxidoreduktase (mHAO) isoliert werden, die diesen Zweck erfüllt.
Ursprünglich war man davon ausgegangen, dass die mHAO-Enzyme der Methanotrophen Hydroxylamin (immer) zu Nitrit (NO2−) oxidieren würden.
Im Fall der Stammes SolV konnten Versantvoort et al. 2020 zeigen, dass tatsächlich schnell Stickstoffmonoxid (NO) produziert wird.
Das mHAO-Enzym ist dabei dem Enzym, das von eigentlichen („echten“) Ammoniakoxidierern unter den Bakterien (Ammonia-oxidizing bacteria, AOB) verwendet wird, sehr ähnlich (homolog).
Es gibt also in Bezug auf diesen Stoffwechselweg enzymatisch keinen großen Unterschied zwischen jenen aeroben „echten“ Ammoniak-oxidierenden Bakterien (AOB) und den anaeroben Methan-oxidierenden Bakterien (MOB) wie SolV, die Ammoniak „nebenbei“ oxidieren können.
Mit im Wesentlichen denselben Enzymen wie die AOB können Methanotrophe daher de facto ebenfalls als Ammoniakoxidierer in der Umwelt wirken.
Das aus M. fumariolicum SolV isolierte Protein, arbeitet dabei bei Temperaturen von bis zu 80 °C, also fast 30 °C über dem Temperaturoptimum der originären Ammoniak-oxidierenden Protein-Homologe der AOB.

## Systematik
Die Klassifizierung der Art ist nach der List of Prokaryotic names with Standing in Nomenclature (LPSN) als auturitativer Instanz wie folgt:
Domäne: „Bacteria“ Woese et al. 1990
- Klade: PVC-Gruppe (zugewiesen nach der NCBI-Taxonomie, nicht LPSN)
  - Phylum: Verrucomicrobiota Hedlund 2021 – Synonyme:
— „Verrucomicrobiota“ Whitman et al. 2018
— „Verrucomicrobaeota“ Oren et al. 2015
— „Verrucomicrobia“ Hedlund 2010
    - Klasse: (keine Klasse zugewiesen nach LPSN) – „Methylacidiphilae“ (nach der NCBI-Taxonomie[10]) bzw. Verrucomicrobiae (nach der GTDB)[11]
      - Ordnung: „Candidatus Methylacidiphilales“ Op den Camp et al. 2009
        - Familie: „Ca. Methylacidiphilaceae“ Op den Camp et al. 2009
          - Gattung: „Candidatus Methylacidiphilum“ Hou et al. 2008 bzw. (NCBI-Taxonomie)  Op den Camp et al. 2009 (Typusgattung) – Synonyme:
— „Ca. Methyloacida“ Islam et al. 2008
— „Ca. Acidimethylosilex“ Pol et al. 2007Pol et al. 2007
            - Spezies: „Candidatus Methylacidiphilum infernorum“ Hou et al. 2008 bzw. Op den Camp et al. 2009 (Typusart)
              - Stamm: V4 (Referenzstamm) – isoliert 2007 aus Sedimenten von Hell's Gate (Tikitere) in Neuseeland[12][13]
              - Stamm IT5 (GTDB; in der NCBI-Taxonomie Methylacidiphilum sp. IT5[14]) – isoliert von der Pisciarelli-Thermalquelle in Pozzuoli, Italien[15]

            - Spezies: „Methylacidiphilum fumariolicum“  Op den Camp et al. 2009 (nach der NCBI-Taxonomie und GTDB, nicht LPSN)[1][16][10][11] – Synonyme:
— „Candidatus Methylacidiphilum fumariolicum“ Pol et al. 2007
— „Ca. Methylacidiphilum fumarolicum“ corrig. Pol et al. 2007 (mit ‚o‘ statt ‚io‘)
— „Ca. Acidimethylosilex fumarolicum“ corrig. Pol et al. 2007
— Methylacidiphilum sp. SolV (NCBI-Taxonomie)[10]
— Verrucomicrobia bacterium SolV (NCBI-Taxonomie)[10]
              - Stamm: SolV[13] (mit kleinem L), gelegentlich mit Fehlschreibung SoIV (mit großem i)[7] (faktischer Referenzstamm) – isoliert 2007 aus Schlammsprudeln am Vesuv bei Neapel, Italien[13][7][1][A. 1]
              - Stamm: Ice – isoliert von Island[17][13]
              - Stämme: Fur, Rib, Fdl – isoliert von den Azoren (Furnas, Ribeira Grande, respektive Furnas Das Lagos)[17][13]

            - Spezies: „Candidatus Methylacidiphilum kamchatkense“ Op den Camp et al. 2009
              - Stamm: Kam1 (Referenzstamm) – isoliert 2008 aus einer sauren Geothermalquelle auf Kamtschatka[13]

            - Spezies Methylacidiphilum sp004421185 (GTDB)[11] – inklusive der NCBI-Spezies:[14]
              - Methylacidiphilum sp. Yel – isoliert vom Norris-Geysir-Becken, Yellowstone-Nationalpark[17][13]
              - Methylacidiphilum sp. YNP IV – isoliert vom Nymph Lake, Yellowstone-Nationalpark[13]

            - Spezies Methylacidiphilum sp004421255 (GTDB)[11] – inklusive der NCBI-Spezies:[14]
              - Methylacidiphilum sp. IT6 – isoliert von der Pisciarelli-Thermalquelle in Pozzuoli, Italien[15]
              - Methylacidiphilum sp. Phi – isoliert von den Philippinen[17][13]

## Namensherkunft
Der Gattungsname Methylacidiphilum leitet sich ab von neulateinisch methyl ‚zur Methylgruppe (–CH3) gehörig‘, dem lateinischen Adjektiv acidus ‚sauer‘ und dem neulateinischen Suffix philum ‚liebend‘, ursprünglich altgriechisch φίλον phílōn, deutsch ‚Freund‘. Dies weist darauf hin, dass es sich um einen methyl- und säureliebenden Organismus handelt.
Das Artepitheton kommt von neulateinisch fumarolicum ‚zu einer Fumarole gehörend‘.